# گمینا شویجبنگا
گمینا شویجبنگا (به لهستانی:  Gmina Świedziebnia) یک گمینا در لهستان است که در شهرستان برودنیتسا واقع شده‌است. گمینا شویجبنگا ۱۰۳٫۸۳ کیلومتر مربع مساحت و ۵٬۲۰۹ نفر جمعیت دارد.